# Itainópolis
Itainópolis is een gemeente in de Braziliaanse deelstaat Piauí. De gemeente telt 11.498 inwoners (schatting 2009). De plaats ligt aan de rivier Itaim.

## Verkeer en vervoer
De plaats ligt aan de radiale snelweg BR-020 tussen Brasilia en Fortaleza. Daarnaast ligt ze aan de wegen PI-245 en PI-379.